# Nikaure
Nikaure (N(j) kꜣ.w Rꜥ, "les forces Ka pertanyents a Re") va ser un príncep egipci i djati (visir) de la IV Dinastia. Era fill del rei Khefren. Tenia com a títols el de Fill gran Rei del seu cos (sA-nswt n Xt = f) i Principal jutge i djati (smsw tAjtj sAb TAtj).
Nikaure era fill del faraó Khefren i de la reina Persenet. La seva dona es deia Nikanebti, que va ser Sacerdotessa d'Hathor i Mestressa de Sicamor a tots els seus llocs.
A la tomba de Nikaure s'hi conserva un testament que descriu el seu llegat. El testament data de "l'any de la dotzena ocurrència de la numeració de bestiar petit i gran (any 24 de Khefren). Nikaure deixa propietats a la seva dona Nikanebti, al seu fill Nikaure, a la seva filla Hetepheres i al seu fill Ka -en-nebti-wer. La propietat que hauria d'haver anat a parar a una (presumptament) filla morta, va ser per la seva dona.
La tomba de Nikaure és la LG 87, segons la numeració introduïda per Lepsius, tot i que també rep la denominació G 8158. Està situada al Camp Central de la necròpolis de Gizeh.